# Verkiezingen in Congo-Kinshasa 2023
Op 20 december 2023 werden algemene verkiezingen gehouden in Congo-Kinshasa. Er waren verkiezingen voor de president, voor bijna alle leden van de Nationale Vergadering, voor bijna alle gekozen leden van de 26 provinciale vergaderingen, en - voor het eerst onder de nieuwe grondwet - voor een beperkt aantal gemeenteraden.
Deze verkiezingen zijn de eerste van de vierde verkiezingscyclus onder de grondwet van 2006. In 2024 volgen nog zes verkiezingen, waarvan vijf indirect.
Vanwege gewapende conflicten werden er geen verkiezingen gehouden in de gebieden Kwamouth, Masisi en Rutshuru.
De zittende president Félix Tshisekedi werd op 31 december voorlopig als winnaar uitgeroepen door de Commission Electorale Nationale Indépendante (CENI), met 73% van de stemmen.

## Kiessysteem
De president wordt gekozen via een meerderheidsstemming in één ronde.
De 500 leden van de Nationale Vergadering worden op twee manieren gekozen. In kiesdistricten waar slechts één zetel is toegewezen, worden de leden gekozen door middel van een stemming "eerste voorbij de meet". In districten met meerdere zetels worden de leden gekozen via evenredige vertegenwoordiging op een open lijst, waarbij de zetels worden toegewezen volgens de methode met de grootste rest. De evenredige toewijzing van zetels aan de kiesdistricten werd op 15 juni 2023 afgerond. Voor de verkiezingen van 2018 waren er 62 kiesdistricten met één zetel, terwijl de overige 438 zetels werden toegewezen aan kiesdistricten met meer dan één zetel.
Bij de verkiezingen voor de provinciale raden worden dezelfde twee methoden gebruikt. Voor de gemeenteraden bevinden alle leden van een raad zich in één district met meerdere leden en worden ze gekozen via de openlijstmethode.

## Kandidaten
Er waren 26 officiële kandidaten:

### Actief
- Tony Bolamba [fr]
- Jean-Claude Baende [fr]
- Martin Fayulu, leider van Engagement for Citizenship and Development
- Marie-Josée Ifoku
- Moïse Katumbi, leider van Ensemble pour la République
- Denis Mukwege, winnaar van de Nobelprijs voor de Vrede van 2018
- Adolphe Muzito, voormalig eerste minister (2008–2012)
- Enoch Ngila
- Théodore Ngoy [fr]
- Radjabho Tebabho Soborabo
- Félix Tshisekedi, ontslagnemend president (2018–heden) en leider van Union pour la démocratie et le progrès social
- Constant Mutamba [fr]
- Justin Mudekereza
- Georges Buse Falay
- Rex Kazadi
- Abraham Ngalasi
- Nkema Liloo Bokonzi
- Floribert Anzuluni [fr]
- André Masalu

### Trokken zich terug
- Franck Diongo [fr], teruggetrokken ten voordele van Moïse Katumbi
- Seth Kikuni, teruggetrokken ten voordele van Moïse Katumbi
- Matata Ponyo Mapon, voormalig eerste minister (2012–2016) teruggetrokken ten voordele van Moïse Katumbi
- Delly Sesanga [fr], teruggetrokken ten voordele van Moïse Katumbi
- Joëlle Bile [fr], teruggetrokken ten voordele van Félix Tshisekedi
- Patrice Mwamba, teruggetrokken ten voordele van Félix Tshisekedi
- Noël Tshiani, teruggetrokken ten voordele van Félix Tshisekedi

## Resultaten

### Presidentsverkiezingen
| Kandidaat           | Kandidaat                 | Partij                                        | Stemmen    | %      |
| ------------------- | ------------------------- | --------------------------------------------- | ---------- | ------ |
|                     | Félix Tshisekedi          | Union pour la démocratie et le progrès social | 13.215.366 | 73,34  |
|                     | Moïse Katumbi             | Ensemble pour la République                   | 3.258.538  | 18,08  |
|                     | Martin Fayulu             | Engagement for Citizenship and Development    | 960.478    | 5,33   |
|                     | Adolphe Muzito            | New Momentum                                  | 201.066    | 1,12   |
|                     | Soborabo Radjabho Tebabho | Congolese United for Change                   | 70.149     | 0,39   |
|                     | Denis Mukwege             | Onafhankelijk                                 | 39.728     | 0,22   |
|                     | Aggrey Ngalasi Kurisini   | Onafhankelijk                                 | 37.535     | 0,21   |
|                     | Constant Mutamba          | Revolutionary Progressive Dynamic             | 36.312     | 0,20   |
|                     | Jean-Claude Baende        | Onafhankelijk                                 | 25.651     | 0,14   |
|                     | Delly Sesanga             | Teruggetrokken                                | 17.838     | 0,10   |
|                     | Loli Nkema Liloo Bokonzi  | Onafhankelijk                                 | 17.061     | 0,09   |
|                     | Patrice Majondo Mwamba    | Onafhankelijk                                 | 15.865     | 0,09   |
|                     | Marie-Josée Ifoku         | Onafhankelijk                                 | 15.313     | 0,08   |
|                     | Matata Ponyo Mapon        | Leadership and Governance for Development     | 14.233     | 0,08   |
|                     | André Masalu Anedu        | Onafhankelijk                                 | 14.013     | 0,08   |
|                     | Floribert Anzuluni        | Onafhankelijk                                 | 13.750     | 0,08   |
|                     | Noël Tshiani              | Onafhankelijk                                 | 9.319      | 0,05   |
|                     | Seth Kikuni               | Onafhankelijk                                 | 8.639      | 0,05   |
|                     | Justin Mudekereza Bisimwa | Onafhankelijk                                 | 7.576      | 0,04   |
|                     | Joëlle Bile Batali        | Onafhankelijk                                 | 6.954      | 0,04   |
|                     | Franck Diongo             | Progressive Lumumbist Movement                | 6.800      | 0,04   |
|                     | Tony Bolamba              | Onafhankelijk                                 | 6.326      | 0,04   |
|                     | Rex Kazadi Kanda          | Onafhankelijk                                 | 5.772      | 0,03   |
|                     | Georges Buse Falay        | Onafhankelijk                                 | 5.313      | 0,03   |
|                     | Enoch Ngila               | Onafhankelijk                                 | 5.182      | 0,03   |
|                     | Théodore Ngoy             | Onafhankelijk                                 | 4.139      | 0,02   |
| Totaal              | Totaal                    | Totaal                                        | 18.018.916 | 100,00 |
|                     |                           |                                               |            |        |
| Bron: CENI via RTNC |                           |                                               |            |        |